# Pon-Karidjatou Traoré
Pon-Karidjatou Traoré (sinh ngày 9 tháng 1 năm 1986) là một vận động viên người Burkina Faso chuyên về các nội dung chạy nước rút. Cô đã giành được huy chương đồng trong 100 mét tại Đại hội Thể thao châu Phi 2015.

## Thành tích giải đấu
| Năm                       | Giải đấu                     | Địa điểm                           | Thứ hạng                  | Nội dung                  | Chú thích                 |
| Representing Burkina Faso | Representing Burkina Faso    | Representing Burkina Faso          | Representing Burkina Faso | Representing Burkina Faso | Representing Burkina Faso |
| ------------------------- | ---------------------------- | ---------------------------------- | ------------------------- | ------------------------- | ------------------------- |
| 2005                      | African Junior Championships | Radès, Tunisia                     | 4th                       | 200 m                     | 24.89                     |
| 2005                      | African Junior Championships | Radès, Tunisia                     | 3rd                       | 4 × 100 m relay           | 49.01                     |
| 2005                      | Jeux de la Francophonie      | Niamey, Niger                      | 10th (h)                  | 200 m                     | 25.33                     |
| 2005                      | Jeux de la Francophonie      | Niamey, Niger                      | 3rd                       | 4x100 m relay             | 45.99                     |
| 2013                      | Jeux de la Francophonie      | Nice, France                       | 9th (h)                   | 100 m                     | 12.15                     |
| 2013                      | Jeux de la Francophonie      | Nice, France                       | 7th                       | 200 m                     | 25.10                     |
| 2014                      | African Championships        | Marrakech, Morocco                 | 5th                       | 100 m                     | 11.60                     |
| 2014                      | African Championships        | Marrakech, Morocco                 | 3rd                       | 4 × 100 m relay           | 44.06                     |
| 2015                      | African Games                | Brazzaville, Republic of the Congo | 3rd                       | 100 m                     | 11.49                     |
| 2015                      | African Games                | Brazzaville, Republic of the Congo | 8th (sf)                  | 200 m                     | 23.75                     |

## Thành tích cá nhân tốt nhất
Ngoài trời
- 100 mét - 11,47 (+1,7 m / s) (Diễn viên 2015)
- 200 mét - 23,69 (+0,8 m / s) (Brazzaville 2015)

Trong nhà
- 60 mét - 7,48 (Aubiére 2014)
- 200 mét - 25,22 (Nogent-sur-Oise 2013)